# Air Rescue (Master System)
Pour les articles homonymes, voir Air Rescue.
Air Rescue est un jeu vidéo d'action par Sega édité en 1993 sur Master System.

## Développement
Sega a lancé la création d'un jeu Master System basé sur Air Rescue version arcade, considéré comme la suite du jeu Choplifter. Le développement du jeu donne naissance à un jeu Master System qui n'a plus grand chose à voir avec la version arcade et ne peut pas être considéré comme le portage du jeu sorti en arcade un an plus tôt.